# 無論何時你需要朋友
〈無論何時你需要朋友〉（英語：Anytime You Need a Friend）是美國女歌手瑪麗亞·凱莉在1994年5月發行的單曲，這首單曲曾獲得告示牌單曲榜第12名以及舞曲榜冠軍的成績。

## 內容

### 單曲簡介
〈無論何時你需要朋友〉最早收錄於瑪麗亞·凱莉第三張個人錄音室專輯《音樂盒》（英語：Music Box），亦是該專輯第四波主打單曲。這首帶著濃濃福音音樂曲風的勵志歌曲由瑪麗亞·凱莉和她的老搭檔沃爾特·阿法納西夫（Walter Afanasieff）共同創作與製作，在此之前，兩人已共同打造多首膾炙人口的佳作，如拿下4週冠軍的〈英雄〉和亞軍單曲〈別走〉等。兩人在〈無論何時你需要朋友〉加入了唱詩班的合聲，藉以烘托出瑪麗亞·凱莉這位主唱者的氣勢，她在歌曲中不免俗的又飆起了招牌海豚音，滾石雜誌已經直接點名說她這張專輯中，炫技的次數太浮濫了。

### 商業成績
〈無論何時你需要朋友〉是從專輯《音樂盒》中所推出的第四波單曲，之前的單曲依序是〈夢中情人〉（8週冠軍）、〈英雄〉（4週冠軍）和〈失去你 / 忘不了你〉（第3名）。〈無論何時你需要朋友〉在1994年5月28日進入告示牌單曲榜，首週成績為第45名，這首單曲在榜上爬升速度很快，不到一個月的時間來到它最高名次，6月25日開始連續三週停留在第12名，後勁乏力名次開始下降，它在單曲榜內共停留了21週。雖然〈無論何時你需要朋友〉無緣單曲榜TOP 10，但是它在舞曲榜上成績斐然，獲得1週冠軍，這是瑪麗亞·凱莉第四首全美冠軍舞曲。〈無論何時你需要朋友〉在英國單曲榜獲得第8名的成績。

### 獎項評價紀錄
〈無論何時你需要朋友〉在告示牌單曲榜獲得第12名的成績，中斷了瑪麗亞·凱莉締造連續第12首TOP 5單曲的紀錄，這首歌曲也是專輯《音樂盒》推出的最後一首單曲。無論瑪麗亞·凱莉在之前發行的專輯成績有多好，哥倫比亞唱片在美國地區都不會推出超過四首單曲，正當歌迷們還在盼望第五首單曲何時推出時，瑪麗亞·凱莉隨即又發行新專輯了。唱片公司這樣的行銷策略，也讓瑪麗亞·凱莉連續11年都有全美冠軍單曲產生。